# Xyris longibracteata
Xyris longibracteata är en gräsväxtart som beskrevs av Nathaniel Lord Britton och Percy Wilson. Xyris longibracteata ingår i släktet Xyris och familjen Xyridaceae.
Artens utbredningsområde är Kuba. Inga underarter finns listade i Catalogue of Life.